# Uromyces punctatus
Uromyces punctatus ist eine Ständerpilzart aus der Ordnung der Rostpilze (Pucciniales). Der Pilz ist ein Endoparasit von Wolfsmilchen sowie der Hülsenfrüchtlergattungen Astragalus und Oxytropis. Symptome des Befalls durch die Art sind Rostflecken und Pusteln auf den Blattoberflächen der Wirtspflanzen. Sie ist weltweit verbreitet.

## Merkmale

### Makroskopische Merkmale
Uromyces punctatus ist mit bloßem Auge nur anhand der auf der Oberfläche des Wirtes hervortretenden Sporenlager zu erkennen. Sie wachsen in Nestern, die als gelbliche bis braune Flecken und Pusteln auf den Blattoberflächen erscheinen.

### Mikroskopische Merkmale
Das Myzel von Uromyces punctatus wächst wie bei allen Uromyces-Arten interzellulär und bildet Saugfäden, die in das Speichergewebe des Wirtes wachsen. Ihre Spermogonien wachsen systemisch auf den Wirten, ebenso wie die Aecien der Art. Die beidseitig auf den Wirtsblättern wachsenden Uredien des Pilzes sind zimtbraun. Die gold- bis hell zimtbraunen Uredosporen sind 22–28 × 19–23 µm groß, kugelig bis breitellipsoid und stachelwarzig. Die beidseitig Telien der Art sind kastanienbraun, pulverig und unbedeckt. Die kastanienbraunen Teliosporen sind einzellig, in der Regel kugelig bis breit eiförmig, warzig und meist 19–21 × 17–20 µm groß. Ihre Stiele sind farblos.

## Verbreitung
Das bekannte Verbreitungsgebiet von Uromyces punctatus umfasst die ganze Welt.

## Ökologie
Die Wirtspflanzen von Uromyces punctatus sind für den Haplonten Wolfsmilche (Euphorbia spp.) und für den Dikaryonten diverse Astragalus- und Oxytropis-Arten. Der Pilz ernährt sich von den im Speichergewebe der Pflanzen vorhandenen Nährstoffen, seine Sporenlager brechen später durch die Blattoberfläche und setzen Sporen frei. Die Art durchläuft einen makrozyklischen Entwicklungszyklus mit Spermogonien, Aecien, Telien und Uredien. Als heteroöker Parasit macht sie einen Wirtswechsel durch.